# Claudio Puntin

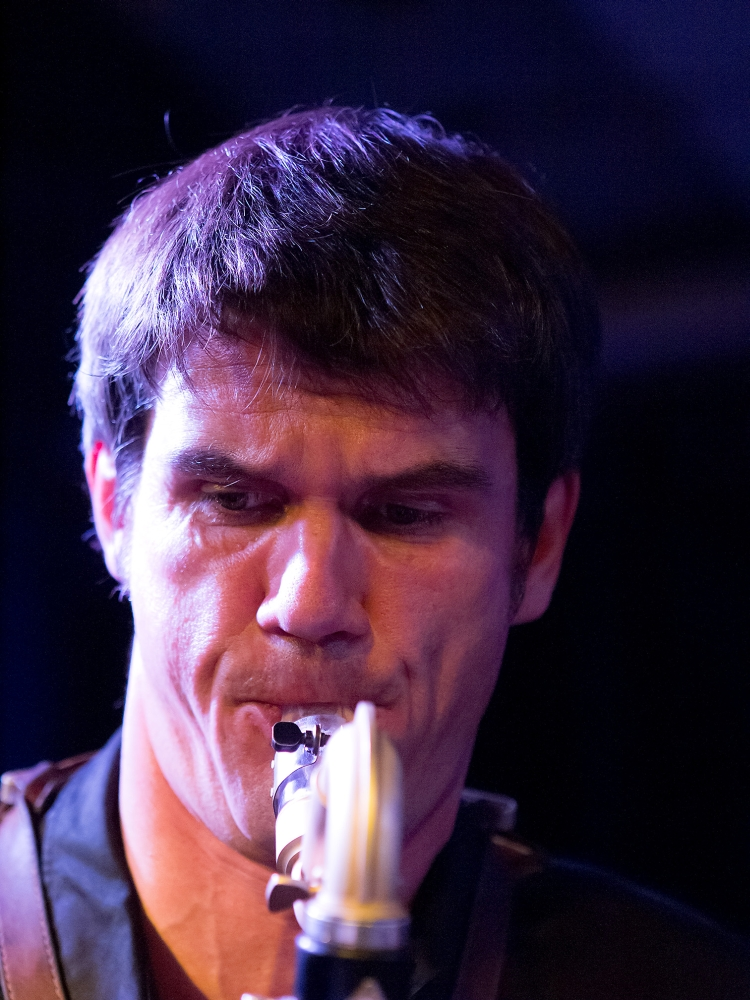
Claudio Puntin (2012)

Claudio Puntin (* 1965 in Zug) ist ein Schweizer Klarinettist, Komponist, Musikproduzent, Zeichner, Maler,  Goldschmied italienischer Abstammung.

## Leben und Wirken
Puntin spielte in seiner Jugend mit seinem Bruder und seinem Vater auf der Mundharmonika Volksmusik auf Bauernfesten im italienischen Friaul. Mit neun Jahren fing er an, Klarinette zu spielen. Von 1981 bis 1985 erlernte Puntin den Beruf eines Goldschmiedes an der Schule für Schmuckgestaltung Luzern und erhielt 1985 den Prix Golay Buchel Schmuck und Design. Von 1987 bis 1993 studierte er in Köln und Rotterdam Klarinette, Bassklarinette, Jazz und zeitgenössische Musik. Er nahm regelmässig an Lehrveranstaltungen von Sergiu Celibidache teil, den er als einen seiner wichtigsten Lehrer bezeichnet.
Er gründete verschiedene Formationen wie das Schorn Puntin Duo mit Steffen Schorn, mit dem er von 1990 bis 2013 weltweit tourte. Es folgten diverse Ensembles wie Quipu, das Claudio Puntin Trio mit Anders Jormin und Miroslav Tadić, «Essence of North» mit der isländischen Geigerin Gerdur Gunnarsdóttir, «clap you» Kompositionsauftrag für die Tage neuer Musik Donaueschingen 2000, das World Clarinet Quartet mit Gabriele Mirabassi, Luca Raele und Paulo Sérgio Santos, den «Balkan Clarinet Summit», das «Trio Dolce Vita», das Barockensemble «Lamento Project», mit Insa Rudolph und Samuel Rohrer das Oktett «Sepiasonic», das elektroakustische Trio „Ambiq“ und zusammen mit Martina Taubenberger das Festival Tonspuren.
Als Komponist und Produzent realisierte er Musik für Hörspiele, Filme, Theater und Ausstellungen, u. a. zu: Vermessung der Welt, „Tyll“ (Daniel Kehlmann), Rot ist mein Name (Orhan Pamuk) für den WDR, „Sense and Sensibility“ Jane Austen für den HR, Soundless Wind Chime Berlinale 2009. Als Solist ist er in diversen Filmen zu hören wie Jenseits der Stille, Nur über meine Leiche und Pünktchen und Anton. Er vertonte 10 Bilder von Anselm Kiefer für die Bundeskunsthalle Bonn.
Die Konzertsuite «AROMA, imaginative Spaces for Clarinet, Bassclarinet, Electronics and Orchestra» wurde vom finnischen Dirigenten Osmo Vänskä in Auftrag gegeben und von ihm zusammen mit dem Minnesota Orchestra und dem Komponisten als Solisten am 11/12. Nov. 2016 in der Orchestra Hall Minneapolis MN uraufgeführt. Der Kölner Komponist Manfred Niehaus schrieb für ihn das Konzert für Klarinette, Bassklarinette und Taragot „Claudios Concerto“ welches zusammen mit dem WDR Rundfunkorchester im Jahre 1997 uraufgeführt wurde und beim Label Obst erschien. Von 2001 bis 2013 war er Mitglied im Wolfert Brederode Quartett und seit 1997 arbeitet er in verschiedenen Formationen des niederländischen Komponisten Martin Fondse, der für ihn das Konzert „Primer Dark“ komponierte, welches mit dem Orchester Holland Symphonia (heute Het Nederlands Balletorkest) uraufgeführt wurde. 
Für das Schauspielhaus Köln schrieb er zusammen mit Alexandra Naumann das Musiktheaterstück «Von Menschen Tieren und anderen Instrumenten» (1993), spielte die Klezmer-Klarinette bei «Anatevka» (1993–94) und wirkte im Stück «Tankstelle der Verdammten» (1995) mit. Als Filmmusik-Komponist schrieb er die Soundtracks zu diversen Filmen u. a.: «Soundless Windchime» (2008) und «Stoma» (2016) von Kit Hung, «Sunset in Venice» (Kurzfilmpreis Venedig 1997) von Spiros Taraviras, «Teatatoo» von Robert Schmidt-Gill und wirkte als Studiomusiker in Filmen wie: „Jenseits der Stille“ (Oscar nomination),«Das fliegende Klassenzimmer» u. a. mit. Zusammen mit Oliver Potratz und Jo Ambros gründete er die „Instant Music Factory“, die in Echtzeit eigenständige Klangkunst für Radio, Film, Theater und Industrie produziert, 2011 das Elektro-Akustik Trios Ambiq zusammen mit Samuel Rohrer und Max Loderbauer. Mit dem Filmemacher Axel Kindermann zusammen gründete er die Filmproduktion Company «Quantum Production» und seit 2020 existiert sein eigenes Label 1.61 Records. Er arbeitet auch regelmässig mit dem Trompeter, Pianisten und Komponisten Sebastian Studnitzky zusammen. Mit dem estnischen Pianisten Kristjan Randalu und dem Bochumer Cellisten Jörg Brinkmann gründete er das Trio "The Authors Trio" welches klassische Musik und eigene Werke konzeptionell verbindet. 
Im Bereich der Instrumentenforschung arbeitet Puntin ständig an Klangerweiterungen der Klarinetten-Familie als auch an neuen Instrumenten, wie das von ihm erfundene Zischboard, ein mit Druckluft betriebenes Perkussionsinstrument.

## Lehrtätigkeit
Von 1998 bis 2008 unterrichtete er an der Musikhochschule Köln, von 2009 bis 2013 und seit 2022 ist er Dozent für Jazz-Klarinette am JIB Universität der Künste Berlin, er gibt internationale Masterclasses und Workshops u. a. an: California Jazz Conservatory, Musikhochschulen in Trento, Helsinki, Beijing, Bangkok, Hanoi, Luzern, Leipzig, Dresden, Arnhem, Belgrad, La Paz, Santiago. Unter seinen Studenten waren unter anderem Nils Klein, Annette Maye, Peter Ehwald, Kati Brien, Victor Wolf, Charlotte Greve, Philipp Gerschlauer und Luka Kastelic.

## Preise und Auszeichnungen
Im Duo mit Schorn war Puntin 1991 Finalist der European Jazz-Competition Leverkusen, gewann 1993 den ersten Preis des Musik-Kreativ Wettbewerbs Frankfurt und 1994 den Förderpreis des Landes Nordrhein-Westfalen sowie den Southern Comforts Jazz-Musician of the Year, 1999 den Essener Jazzpott, 2000 erhält er das Werkjahr des Kantons Zug, 2004 wird er erster Preisträger des WDR-Jazzpreis in Köln und 2022 wurde er Nominée dt. Musikaut.-Preis der GEMA.

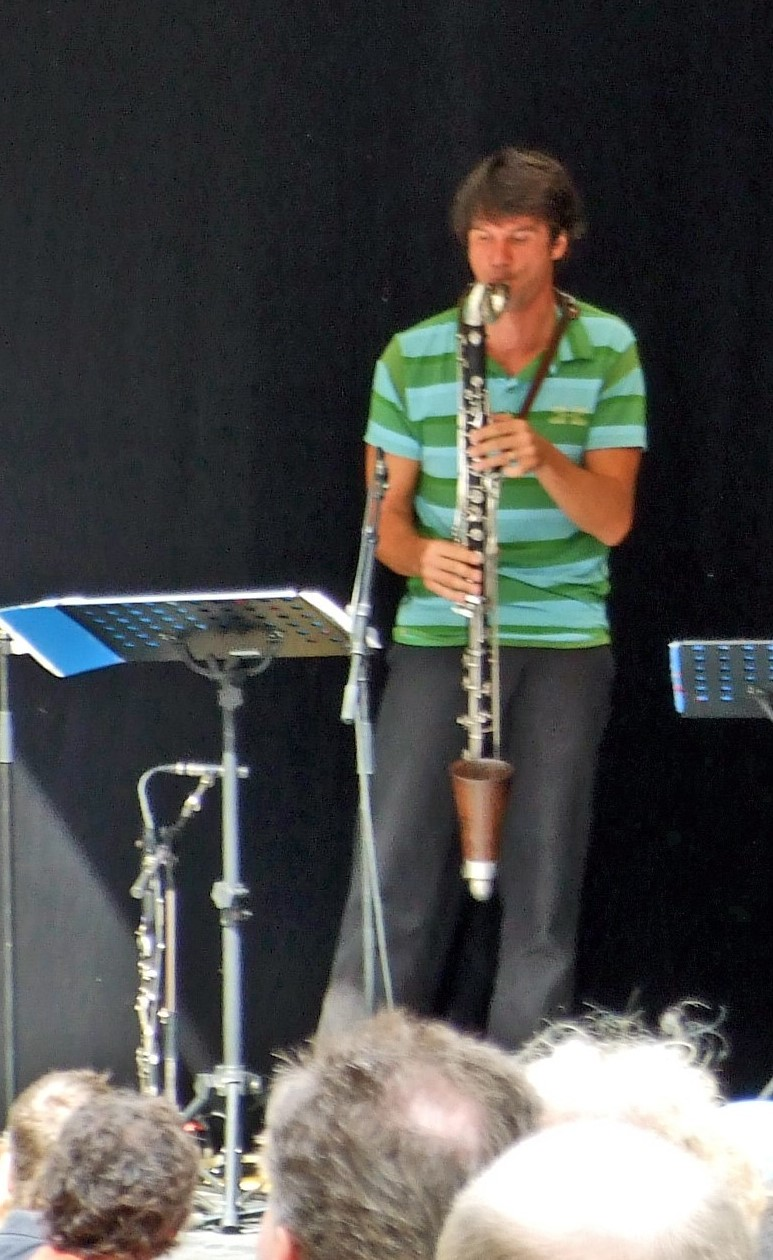
Claudio Puntin 2007 in Frankfurt/M

## Diskographische Hinweise (Auswahl)
- «Lamento Project» (1.61 Records) 2023
- «QUANTUM» Claudio Puntin (1.61 Records) 2022
- «PURE» essenceofnorth Claudio Puntin & Gerdur Gunnarsdóttir (1.61 Records) 2022
- «SLOW» Claudio Puntin & Nikos Platyrachos (1.61 Records) 2020
- «Ambiq 2» Ambiq (arjunamusic) 2015
- «Ambiq» Ambiq (arjunamusic) 2015
- «Sepiasonic» Sepiasonic (arjunamusic)
- «Post Scriptum» Wolfert Brederode Quartet (Edition of Contemporary Music ECM)
- «Currents» Wolfert Brederode Quartet (Edition of Contemporary Music ECM)
- «Ylir» Gerdur Gunnarsdottir/Claudio Puntin (Edition of Contemporary Music ECM)
- «Balkan Clarinet Summit» (Piranha 2015)
- «TWO» mit Jeff Denson (pfMENTUM 2013)
- «clap you» Claudio Puntin (JazzHausMusik 2000)
- «Mondo» Claudio Puntin (JazzHausMusik 1998)
- «Cor» Claudio Puntin Rohrer João Paulo (Blueserge 2010)
- «Berge versetzen» Claudio Puntin & Lucerne-Jazz-Orchestra (Unit Records 2010)
- «East» Claudio Puntin & Gerdur Gunnarsdottir String Quartet (Unit Records 2011)
- «Elephants Love Affair» Schorn Puntin Duo (NCC 1993)